# Michael Lacey
Michael Thoreau Lacey (Abilene, Texas, 26 de setembro de 1959) é um matemático estadunidense, que trabalha com análise harmônica e teoria das probabilidades.
Lacey estudou na Universidade do Texas em Austin (bacharelado em 1981) e obteve um doutorado em 1987 na Universidade de Illinois em Urbana-Champaign, orientado por Walter Philipp. Foi depois professor assistente na Universidade do Estado da Luisiana, na Universidade da Carolina do Norte e na Universidade de Indiana Bloomington (1989 a 1996). A partir de 1996 foi professor associado no Instituto de Tecnologia da Geórgia, onde é desde 2001 professor
Foi palestrante convidado do Congresso Internacional de Matemáticos em Berlim (1998: On the bilinear Hilbert Transform). Recebeu o Prêmio Salem de 1996. É fellow da American Mathematical Society. 